# 儿
어질인(어질人)은 한자 부수의 하나이다. 사람라는 뜻을 가지고 있다. 한자의 제자원리를 뜻하는 육서 중의 상형자로서 人의 바뀐 형태 중 하나이다.

## 儿부
| 자획       | 글자                 |
| ---------- | -------------------- |
| 0          | 儿                   |
| 1 추가 획  | 兀                   |
| 2 추가 획  | 允 兂 元             |
| 3 추가 획  | 兄                   |
| 4 추가 획  | 充 兆 兇 先 光 兊 尧 |
| 5 추가 획  | 克 兌 兎 兏 児 兑    |
| 6 추가 획  | 免 兒 兓 兔 兕 兖    |
| 7 추가 획  | 兗 兘 兙             |
| 8 추가 획  | 党 兛                |
| 9 추가 획  | 兜 兝 兞             |
| 10 추가 획 | 兟 兠                |
| 11 추가 획 | 兡                   |
| 12 추가 획 | 兢                   |
| 14 추가 획 | 兣                   |
| 19 추가 획 | 兤                   |

## 문헌
- Fazzioli, Edoardo. 《Chinese calligraphy : from pictograph to ideogram : the history of 214 essential Chinese/Japanese characters》. calligraphy by Rebecca Hon Ko. New York: Abbeville Press. ISBN 0-89659-774-1.
- Leyi Li: “Tracing the Roots of Chinese Characters: 500 Cases”. Beijing 1993, ISBN 978-7-5619-0204-2